# Újpest FC
Újpest Football Club – węgierski klub piłkarski z siedzibą w Budapeszcie. Nazwa klubu pochodzi od IV dzielnicy Budapesztu – Újpestu. W swej historii zdobył 20 razy mistrzostwo i 10 razy Puchar Węgier.

## Historia

### Chronologia nazw klubu
- 1885: Újpesti Torna Egylet (TE)[1]
- 1926: Újpest Football Club (FC)
- 1945: Újpesti Torna Egyesület (TE)
- 1949: Dózsa Sport Egyesület (SE)
- 1951: Budapesti Dózsa SK
- 1956: Újpesti Torna Egyesület (TE)
- 1957: Újpesti Dózsa Sport Club (SC)
- 1991: Újpesti Torna Egylet (TE)
- 1998: Újpest Football Club (FC)

### Początki
Klub został założony 16 czerwca 1885. Założycielem jego był János Goll – szkolny nauczyciel. Újpest był wtedy miastem, graniczącym od północnej strony z Budapesztem. Klub nazwano Újpesti Torna Egylet (Nowopeszteńskie Towarzystwo Gimnastyczne). Jest najstarszym węgierskim klubem sportowym istniejącym do dziś. Na klubowe barwy wybrano fiolet i biel. Przez pierwsze lata w klubie uprawiano ogólnie pojętą gimnastykę i szermierkę. W 1899r. w mieście powstała drużyna piłkarska Újpesti FC, z fioletowo-białymi barwami. W 1901 r. klub stał się sekcją piłkarską UTE.

### Liga
W tym to 1901 r. UTE przystąpiło do dopiero utworzonej ligi piłkarskiej, w której gra przez wszystkie sezony jej istnienia. Liga dzieliła się z początku na I i II ligę. Újpest zadebiutował w II lidze i grał w niej przez 4 pierwsze sezony. W 1905 r. zadebiutował w I lidze. Grał w niej do sezonu 1910/1911, w którym spadł do II ligi. Sezon 1911/1912 zakończył jako mistrz II ligi i od połowy 1912 r. nieprzerwanie do dziś gra w NB I.
17 września 1922 r. został otwarty stadion UTE nazwany od ulicy, przy której się znajdował Megyeri uti. Debiut wypadł okazale, gospodarze pokonali „Fradich” 2:1.
UTE grało raczej w środku tabeli do czasów amatorstwa ligi. Sytuacja się zmieniła, gdy liga przeszła na zawodowstwo w 1926 r.

### Złota era
Po przejściu na zawodowstwo klub powraca do nazwy Újpesti FC. Zbiegło to się w czasie z wielkimi sukcesami zespołu. Od połowy lat 20. do końca 30. Újpest nie opuszczał czołówki ligi. Z takimi zawodnikami jak György Szűcs, Antal Szalay, István Balogh I, Jenő Vincze, czy Gyula Zsengellér UTE wywalczyło 5 tytułów mistrza Węgier w tym okresie i 2-krotnie było najlepszym zespołem środkowej Europy, wygrywając Puchar Mitropa w latach 1929 i 1939. UTE stało się obok FTC najlepszym zespołem Węgier, których reprezentacja wicemistrzów świata z 1938 r. opierała się głównie na zawodnikach tych 2 klubów. W omawianym okresie klub zyskał dużą popularność w regionie.

### Lata 1939–45
W latach Wojny zespół był sponsorowany przez zakłady przemysłu wojennego „Gamma”. UTE było lubiane przez Strzałokrzyżowców, większość jego fanów miała prawicowe poglądy. Zespół miał zapewnione dobre warunki podczas Wojny, jednak mistrzostwa w tym czasie nie zdobył.

### Lata komunizmu 1945-68
W okresie powojennym Újpest był niewątpliwie najlepszym klubem. Powrócono do poprzedniej nazwy – UTE, gdyż liga znów stała się (oficjalnie) amatorska. Pierwsze 3 powojenne sezony ligowe wygrał. Do tego stopnia zdominował rozgrywki piłkarskie, że raz 9 zawodników reprezentacji było zawodnikami UTE. Jednak lata 1949/1950 przyniosły osłabienie pozycji klubu. Zdecydowało się odgórnie, że najlepszymi mają być Honved i MTK. Újpesti TE dostało się pod patronat milicji i całkowicie zmieniło nazwę stając się teraz Dozsa Budapeszt, gdyż w 1950 r. Újpest został włączony do Budapesztu. Do 1956 r. pozostawał nr 3 dla ówczesnych władz państwowych, tzn, że jako trzeci w kolejności miał wszelakie przywileje w piłce nożnej. Manifestowało się to np.: w odgórnym sprowadzaniu zawodników z innych klubów. Po 1956 r. sytuacja się odmieniła na korzyść. Do nazwy dodano tradycyjny człon Újpest zostawiając Dozsa. W piłkarskiej hierarchii lat 60. „Fioletowi” byli numerem 2 (po Vasasu), stając się z czasem nr 1. Odzwierciedliło się to w wynikach, drużyny z północnego Budapesztu. W sezonie 1959/1960 Újpest Dozsa zdobył mistrzostwo. 2 lata później dotarł do półfinału Pucharu Zdobywców Pucharów. Gwiazdą zespołu był Mihály Tóth, zawodnik szerokiego składu Złotej Jedenastki z 1954 r., a także występujący do 1960 Ferenc Szusza, najlepszy strzelec w historii zespołu, jego legendarny i wieloletni zawodnik.

### Magiczni
Numer 1 dla władz, oznaczało odnosić sukcesy. Lata 1968–1975 to ich nieprzerwane pasmo i trudno ocenić, czy ten okres, czy lata 30. były najlepsze w historii klubu. W 1967 r. trenerem zespołu został Lajos Baróti. Już w następnym (1968) jego drużyna powinna być mistrzem, gdyby nie nieczysta postawa FTC i Vasasu byłaby nim. Chodziło o jakieś stare porachunki piłkarzy Vasasu i Újpestu. Vasas mecz przeciw „Fradim” przechodził, a z Újpestem zagrał walcząc jak „lwy” uzyskując remis. Ten 1 punkt przesądził o mistrzostwie FTC (bilans bramek 65-26), gdyż przy równej ilości punktów mistrzem zostałby Újpest (bramki 102:27). Jednak następne 7 sezonów wygrali „Fioletowi”. Dopiero w sezonie 1975/1976 udało się wyrwać im mistrzostwo (dokonało tego FTC). Baróti wpoił swoim zawodnikom ofensywny styl gry. W przeciągu 7 mistrzowskich sezonów, Újpest zdobył równo 500 goli, a jego przednie formacje z tych lat przeszły do historii klubu, stały się legendą. Tworzyli je Fazekas – Göröcs – Bene – Dunai II – Zámbó. Również na arenie międzynarodowej „Fioletowi” odnosili sukcesy. W sezonie 1968/1969 dotarli do finałowego dwumeczu Pucharu Miast Targowych z Newcastle United, który niestety przegrali. W Pucharze Mistrzów Újpest często dochodził do ćwierćfinału, ale w sezonie 1973/1974 grał w półfinale, w którym przegrał z późniejszym tryumfatorem Bayernem Monachium. W latach 70. klubowi przybyło tysiące fanów w kraju, jak i za granicą zauroczonych grą jego gwiazd. UTE przez krótki okres cieszyło się popularnością niemal taką jak „Fradi”. Do dziś są drugą popularnością drużyną na Węgrzech.

### Początek kryzysu
Do końca lat 70. Újpest był w czołówce ligi. Klub opuścili Ferenc Bene, János Göröcs, Antal Dunai II ich miejsce zajęli bardzo dobrzy Törőcsik i Fekete. „Fioletowi” zdobyli jeszcze mistrzostwa w sezonach 1977/1978, 1978/1979 i ustąpili pola Honvédowi, który w latach 80. stał się najlepszym zespołem na Węgrzech. Przy Megyeri úti nastał powolny kryzys. Zmiany trenerów nie prowadziły do odzyskania mistrzowskich tytułów. Jedynym osiągnięciem w tym czasie było dojście do ćwierćfinału Pucharu Zdobywców Pucharów w sezonie 1983/1984.

### Kapitalizm
Lata przełomu ustrojowego okazały się dla Újpestu dobre. Zdobył on kolejne mistrzostwo w sezonie 1989/90. W 1990 r. znika drugi człon nazwy klubu – Dózsa. Jednak ogólny upadek węgierskiej piłki przyczynił się do braku sukcesów na europejskiej arenie. Milicja nie dawała już wsparcia, klub musiał zapewnić sobie utrzymanie sam. UTE nadal gra w czołówce ligi, ale zdarzają się też sezony, w których trzeba walczyć o utrzymanie w lidze. Ostatnie jak do tej pory, 20. mistrzostwo przypadło na sezon 1997/1998. Lata 90. obnażyły słabość węgierskiej ligi, której mistrzowie regularnie nie dostawali się do rozgrywek Ligi Mistrzów.

### 2000-2011
W 2001 r. zakończyła się przebudowa przestarzałego stadionu Megyeri uti. Stare betonowe trybuny zastąpiono nowymi, zadaszonymi, całkowicie pokrytymi miejscami siedzącymi. Przynajmniej stadion UTE spełniał zachodnie standardy.W omawianym okresie byłt najładniejszym obiektem w lidze. Pojemność spadła z 30 000 do 13 501 miejsc, ale przy ogólnym wielkim spadku frekwencji jest to wystarczająca ilość. W październiku 2003 r. stadion UTE otrzymał imię swego wielkiego zawodnika Ferenca Szuszy. Od 1998 r. drużyna zawodzi swych sympatyków. Po 2000 r. tylko dwukrotnie kończył Újpest rozgrywki na podium. W sezonie 2003/2004 utracił tytuł w ostatniej kolejce, tak samo jak w sezonie 2005/2006, w którym cały czas prowadził, by przez końcowe potknięcia skończyć jako wicemistrz. Warunki finansowe klubu pozwalały mu utrzymywać się w czołówce ligi, jednak były zdecydowanie za małe, aby osiągnąć coś w Europie, choćby wyjście z fazy grupowej Pucharu UEFA.

### Roderick Duchâtelet właścicielem - 2011-2024
W 2011 r. klub wykupił Roderick Duchâtelet, syn jednego z najbogatszych Belgów Rolanda Duchâteleta. Obiecywał on wielkie rzeczy, jednak za jego rządów "Fioletowi" popadli w przeciętność. Przeciw nowemu właścicielowi spora część fanów prowadziła wieloletni protest. Stadion z reguły świecił pustkami. Duchâtelet zmienił logo klubu, co jeszcze bardziej zaostrzyło protest. W 2022 r. został jednak sądownie zmuszony do przywrócenia oryginalnego herbu, a w 2024 r. postanowił sprzedać klub największej firmie paliwowej na Węgrzech - grupie MOL. 

### MOL właścicielem - od 2024 r.
W sezonie 2021/22 średnia widzów na ligowych meczach klubu wynosiła jedynie ok. 2,5 tys. Od tego momentu z punktu widzenia kibiców zaczęły w klubie zachodzić pozytywne zmiany, najpierw przywrócono stary herb, a później klub został odkupiony od niepopularnego właściciela przez koncern paliwowy MOL. Protest się skończył, fani wrócili na trybuny, a w 2024 r. średnia widzów już oscyluje w okolicach 6 tys. Po zakończeniu sezonu 2023/24 Újpest sprowadził 15 nowych zawodników i trenera Bartosza Grzelaka. Dzięki tak potężnemu sponsorowi, realne wydaje się w najbliższym czasie nawiązanie walki o mistrzostwo z Ferencvarosem.

## Osiągnięcia
- Mistrzostwo Węgier (20 razy): 1929/1930, 1930/1931, 1932/1933, 1934/1935, 1938/1939, 1945, 1945/1946, 1946/1947, 1959/1960, 1969, 1970, 1970/1971, 1971/1972, 1972/1973, 1973/1974, 1974/1975, 1977/1978, 1978/1979, 1989/1990, 1997/98
- Wicemistrzostwo Węgier (21 razy): 1920/1921, 1922/1923, 1926/1927, 1931/1932, 1933/1934, 1935/1936, 1937/1938, 1940/1941, 1941/1942, 1960/1961, 1961/1962, 1967, 1968, 1976/1977, 1979/1980, 1986/1987, 1994/1995, 1996/1997, 2003/2004, 2005/2006, 2008/2009
- III miejsce (19 razy): 1916/1917, 1918/1919, 1921/1922, 1923/1924, 1927/1928, 1928/1929, 1936/1937, 1939/1940, 1950, 1951, 1952, 1957, 1962/1963, 1965, 1975/1976, 1987/1988, 1995/1996, 1998/99, 2017/18
- Puchar Węgier (11 razy): 1969, 1970, 1974/1975, 1981/1982, 1982/1983, 1986/1987, 1991/1992, 2001/2002, 2013/14, 2017/2018, 2020/21
- Finał Pucharu Węgier (7 razy): 1921/1922, 1922/1923, 1924/1925, 1926/1927, 1932/1933, 1997/98, 2015/16
- W lidze: 1905-1910/1911, od 1912/1913
- Finał Pucharu UEFA: 1969
- Półfinał Pucharu Mistrzów: 1974
- Półfinał Pucharu Zdobywców Pucharów: 1962
- Puchar Mitropa (2 razy): 1929, 1939

## Kibice
Újpest ma dużą rzeszę kibiców. Ich największym rywalem są fani Ferencvárosu. W latach 70., wraz z rozkwitem ruchu kibicowskiego, zaczęły się starcia fanów obu klubów. Przez lata derby FTC – UTE stały się jedną z najbardziej znanych w Europie wojen kibicowskich. Fani „Fioletowych” udają się w największej liczbie na Węgrzech na mecze wyjazdowe za swymi piłkarzami. Mają też najstarszą w kraju, legendarną już grupę ultras „Ultra Viola Bulldogs”. Generalnie fani „Fioletowych” mają prawicowe przekonania, choć prawdopodobnie w mniejszym stopniu niż „Fradich”. Świadczy o tym ich flaga z konturami wielkich Węgier, znienawidzona przez kibiców z sąsiednich krajów. Frekwencja podczas meczów Újpest FC kształtuje się niewiele lepiej od generalnie niskiej średniej frekwencji ligi węgierskiej na poziomie 3-4 tys. widzów. 
Najwyższą średnią widzów klub zanotował w sezonie 1964, gdy na mecze fioletowych przychodziło średnio 27 923 widzów*. 
- - źródło https://web.archive.org/web/20160915030954/http://www.nela.hu/nch_ses_view.php?id_szezon=60

## Skład na sezon 2023/2024
| Nr | Poz. | Piłkarz               |
| -- | ---- | --------------------- |
| 2  | OB   | Lirim Kastrati        |
| 3  | OB   | Csanád Fehér          |
| 6  | PO   | Luca Mack             |
| 7  | NA   | Krisztián Simon       |
| 8  | PO   | Heinz Mörschel        |
| 10 | PO   | Mátyás Tajti          |
| 11 | PO   | Tamás Kiss            |
| 13 | BR   | Đorđe Nikolić         |
| 17 | NA   | George Ganea          |
| 20 | OB   | Märten Kuusk          |
| 21 | NA   | Bojan Sanković        |
| 22 | OB   | Krisztián Tamás       |
| 23 | BR   | Dávid Banai (kapitan) |
| 26 | OB   | Bálint Geiger         |
| 27 | NA   | Franklin Sasere       |

| Nr | Poz. | Piłkarz            |
| -- | ---- | ------------------ |
| 28 | PO   | Ognjen Radošević   |
| 29 | PO   | Vincent Onovo      |
| 30 | NA   | Oliver Jürgens     |
| 32 | NA   | Peter Ambrose      |
| 33 | OB   | Miloš Kosanović    |
| 34 | OB   | Tim Hall           |
| 42 | OB   | Georgios Antzoulas |
| 45 | PO   | Stefan Jevtoski    |
| 49 | OB   | Branko Pauljević   |
| 62 | OB   | Dominik Kovács     |
| 68 | OB   | Dženan Bureković   |
| 77 | OB   | Kevin Csoboth      |
| 88 | PO   | Matija Ljujić      |
| 99 | BR   | Tamás Hámori       |